# Rose Mofford
Rose Perica Mofford, född Rose Perica den 10 juni 1922 i Globe, Arizona, död 15 september 2016 i Phoenix, Arizona, var en amerikansk demokratisk politiker. Hon var den 18:e guvernören i delstaten Arizona 1988–1991 och den första kvinnliga guvernören i delstatens historia. Hon var av kroatisk härkomst.
Hon gick i skola i Globe High School och spelade softboll för Phoenix Queens. Hon gifte sig 1957 med T.R. "Lefty" Mofford. Hon tjänstgjorde som Arizona Secretary of State 1977–1988. Hon tillträdde som guvernör efter att Evan Mecham avsattes av delstatens senat på grund av en skandal.
Mofford var favorit inför 1990 års guvernörsval men bestämde sig för att inte kandidera för en full mandatperiod. Demokraterna nominerade Terry Goddard i stället som förlorade mot republikanen Fife Symington som sedan efterträdde Mofford.